# Василенко Олександр Васильович (72 ОМБр)
Олекса́ндр Васи́льович Василенко (25 травня 1982, Медвин, Богуславський район, Київська область — 6 серпня 2014, с. Дякове, Антрацитівський район, Луганська область) — український вояк, солдат Збройних сил України, старший навідник 1 реактивного артилерійського взводу 2 реактивної артилерійської батареї реактивного артилерійського дивізіону 72-ї окремої механізованої бригади, учасник війни на сході України. Кавалер ордена «За мужність».

## Життєпис
Олександр Василенко народився 25 травня 1982 року в селі Медвин, Богуславський район, Київська область, у родині Василя Михайловича та Лідії Василівни Василенків. Навчався у Медвинській школі у 1988—1999 роках. Закінчив з відзнакою НУБіП України.
З квітня 2001 по листопад 2002 року проходив строкову службу у лавах Збройних сил України. Після демобілізації працював у Києві. Учасник Євромайдану.

### Війна на сході України
У березні 2014 року призвали на перепідготовку у м. Біла Церква. Підписав контракт та був зарахований у 72-ї окремої механізованої бригади. З квітня 2014 року в зоні проведення антитерористичної операції на Донбасі. Старший навідник 1 реактивного артилерійського взводу 2 реактивної артилерійської батареї реактивного артилерійського дивізіону, реактивної артилерійської установки БМ-21 «Град».

### Обставини загибелі
Загинув від численних осколкових поранень близько 6.30 ранку поблизу села Дякове на Луганщині під час артилерійського обстрілу військами РФ позицій ЗСУ, про що свідчить характер обстрілу. Стріляли з 2С19 «Мста-С» приблизно з відстані 1-1,5 км.
Похований у рідному селі. Залишились батьки, старший брат Михайло, дружина та донька Софійка (2009 р.н.).

## Нагороди
- Орден «За мужність» III ступеня (14 листопада 2014) — за особисту мужність та героїзм, виявлені у захисті державного суверенітету та територіальної цілісності України, вірність військовій присязі під час російсько-української війни, нагороджений посмертно[2].

## Вшанування пам'яті
Зусиллями медвинської громади та місцевої самооборони на фасаді будівлі Медвинської СЗОШ, де навчався Олександр Василенко, на його честь встановлено пам'ятну табличку. Центральну вулицю у рідному селі героя названо на його честь.